# Stan Ridgway
Stanard "Stan" Ridgway, född 5 april 1954, är en amerikansk musiker som har spelat i new wave-bandet Wall of Voodoo. Han är också känd för sololåten "Camouflage" från 1986.